# Callirhytis
Callirhytis is een geslacht van vliesvleugelige insecten van de familie Echte galwespen (Cynipidae).

## Soorten
- C. bella

Verborgen knopgalwesp (Dettmer, 1930)
- C. erythrocephala

Moseikelgalwesp (Giraud, 1859)
- C. glandium (Giraud, 1859)
- C. hartigi Forster, 1869
- C. meunieri Kieffer, 1902
- C. rufescens (Mayr, 1882)